# BIG HUG
BIG HUG（ビッグ・ハグ）は、日本のプロレス団体DRAGON GATEにかつて存在したユニット。

## 概要

### 2023年
2023年7月2日、Z-Bratsのディアマンテが金網マッチで同門のシュン・スカイウォーカーに裏切られて負け残り、マスクを失う。そのままZ-bratsを脱退することになった。
10月6日、ディアマンテがリングネームを「ルイス・マンテ」に改め復帰。Z-Bratsの面々と圧倒的に不利な1対4のハンデ戦を行うことを受諾した。
11月9日、ディアマンテ対シュン、KAI、H・Y・O、ISHINのハンデ戦が行われる。この試合途中にH・Y・OがZ-Bratsを裏切りマンテに加勢し、試合はマンテが勝利した。その後H・Y・Oはリングネームを「豹」に改め、豹とマンテでタッグチーム「BIG HUG」を結成した。
12月5日、豹がISHINに勝利してオープン・ザ・ブレイブゲート王座を1年ぶりに戴冠。同月24日にはマンテが菊田円、シュンとの3WAYマッチに勝利し、オープン・ザ・ドリームゲート王座を初戴冠した。

### 2024年
2024年1月27日より、BIG HUGがユニットとして活動していくことを発表。NATURAL VIBESのJACKY KAMEIを新メンバーとして勧誘するようになった。
5月5日、金網5WAYマッチで豹が負け残り、髪切りとなった。試合後にNATURAL VIBESリーダーのKzyの承諾を得て、KAMEIのユニット入りが決まった。

## メンバー
- 豹（リーダー）
- ルイス・マンテ
- JACKY KAMEI

## タイトル歴
- オープン・ザ・ドリームゲート王座

第38代：ルイス・マンテ
（2023年12月24日獲得、2024年6月4日陥落/防衛3回）
- オープン・ザ・ブレイブゲート王座

第51代：豹
（2023年12月5日獲得、2024年7月21日陥落/防衛7回）